# الساندرو مالومو
الساندرو مالومو (انگلیسی: Alessandro Malomo؛ زادهٔ ۱۲ آوریل ۱۹۹۱) بازیکن فوتبال اهل ایتالیا است.
از باشگاه‌هایی که در آن بازی کرده‌است می‌توان به باشگاه فوتبال هلاس ورونا و باشگاه فوتبال آ.اس. رم اشاره کرد.
وی همچنین در تیم‌های ملی فوتبال زیر ۱۹ سال ایتالیا، زیر ۲۰ سال ایتالیا، و Italy under-21 Serie B representative team بازی کرده‌است.